# 卡尔·雅斯贝尔斯
卡爾·特奧多·雅士培（德語：Karl Theodor Jaspers，1883年2月23日—1969年2月26日），旧译雅斯培，德國哲學家和精神病學家，基督教存在主义的代表，1967年他成為瑞士公民。
他在自己的《历史的起源与目标》中提出著名的“轴心时代”观点。
雅士培被看作是存在哲學(Existenzphilosophie)的傑出代表人物，他將存在哲學與讓-保羅·薩特的存在主義進行了嚴格的區分。他是漢娜·阿倫特的老師，並和她終為友，同時曾同她有長達十年的書信往來。他還曾和馬丁·海德格爾有著書信來往——納粹統治期間被中斷——而戰後只偶爾進行書信的交流。他同馬克斯·韋伯、漢斯·瓦爾特·葛魯勒還有庫爾特·施奈德都保持了長年的友誼。
雅士培為精神病學的科學發展作出了根本的貢獻。他的哲學作品對宗教哲學、歷史哲學和跨文化哲學影響頗深。他寫的有關哲學的導論獲得了很大的銷量，也因此為公眾所熟知。

## 生平
出生於奧爾登堡的雅斯貝爾斯，父親卡爾·威廉·雅斯貝爾斯(1850-1940)是銀行行長，母親亨麗特·譚岑(娘姓)是奧爾登堡州議會議長蒂歐鐸·譚岑之女。他的家境富裕，而家庭成員則(被他稱作)為自由保守派。他的祖父通過進行走私貿易獲得了巨大的財富，基於這個背景，他的父母使他逐漸養成了責任意識和邏輯清晰嚴密的思考習慣。
雅斯貝爾斯是奧爾登堡老高校的學生。
雅斯貝爾斯自幼便有(先天)支氣管擴張癥。這種病嚴重地損害了他的身體機能，使他很容易被感染。據其自傳，他必須按照嚴格的方法來保持健康，而這使他的生活受到相當的制約。他同蓋特路德·邁爾結婚，邁爾曾於1900年時在奧斯卡·孔施塔姆的療養所擔任過助理。 
他最開始於1901年末在海德堡隨後在慕尼黑學了三個學期的法學，在斯爾斯-瑪利亞進行了療養之後，他於1902年在柏林開始攻讀醫學，1903年到1906年在哥廷根，1906年後在海德堡繼續攻讀。1908年12月8日，他在卡爾·威爾曼斯(Karl Wilmanns)的幫助下在海德堡精神病學大學醫院(Psychiatrische Universitätsklinik Heidelberg)的導師弗朗茨·尼氏那獲得博士學位。導師倪瑟在認可他之後(Approbation:專指在德國獲得學術上的醫院從業工作者、牙醫、獸醫、心理治療醫生和兒童/青年心理治療醫生資格的認可），提供給他在1909年到1914年擔任實習醫師(Volontärassistent)的工作機會。

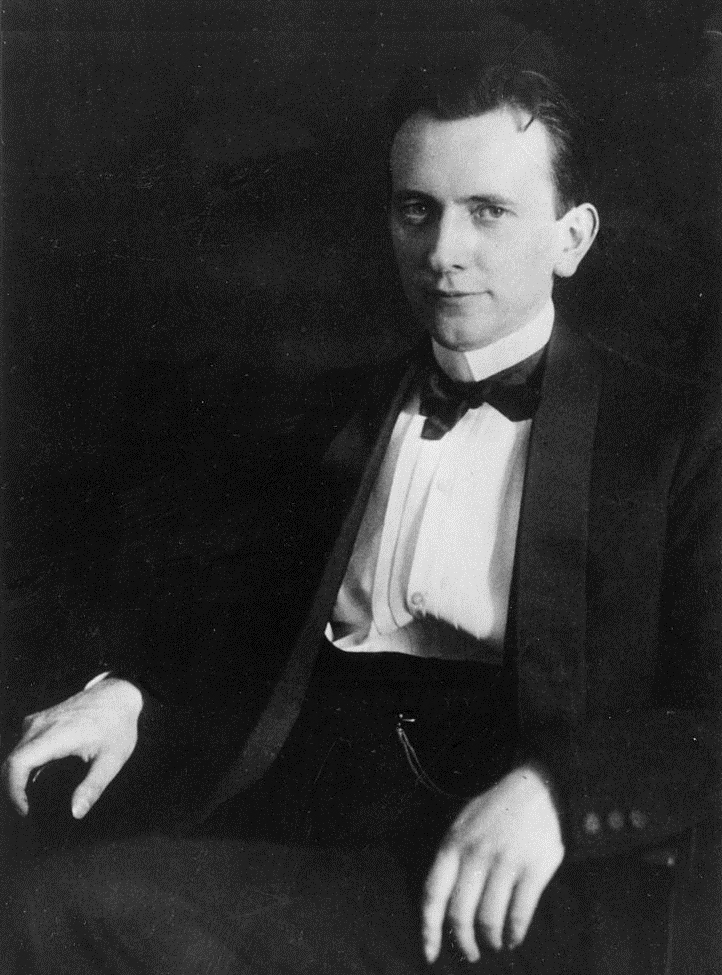
年輕時的雅斯培

### 海德堡
1907年，雅斯貝爾斯结识了其未来的妻子蓋特魯·邁爾，蓋特魯1879年出生，在一家精神病機構作護理人員。蓋特魯是雅斯貝爾斯幾十年一直保持著緊密聯繫的大學朋友恩斯特·邁爾的姐姐。蓋特魯·邁爾和恩斯特·邁爾來自於一個信奉東正教的猶太商人家庭。雅斯貝爾斯認為蓋特魯是一個聰明的、能和他齊心協力的終生伴侶。蓋特魯於1910年嫁給了雅斯貝爾斯，而也正因為是夫妻關係，才得以使她在納粹德國統治時期倖存下來。她於1974年逝世，享年95歲。
馬克斯·韋伯是雅斯貝爾斯通過漢斯·瓦爾特·葛魯勒的介紹結識的，他是雅斯貝爾斯的學術榜樣。1910年到1911年，他利用了空閒時間參加了關於西格蒙德·弗洛伊德心理學理論以及類似價值觀的學習小組。
1909年在醫學院畢業，到海德堡精神科病院工作。當時埃米爾·克雷佩林已經在那裡工作。雅斯貝爾斯對當時的醫學界對精神病的研究方式很不滿，立志要改善精神病學研究。1913年，他在海德堡大學得到臨時心理學教師一職。後來，轉為長期聘任，從此不返回臨床工作崗位。
40歲的雅斯貝爾斯，從心理學轉投哲學，並且擴展到精神病學的工作。他便成了鼎鼎大名的哲學家，在德國與歐洲享有盛名。1948年雅斯培來到瑞士的巴塞爾大學工作。雅士培在哲學界中仍然表現突出，直到1969年與世長辭。

## 著作
- 《現代的精神狀況》（Die geistige Situation der Zeit，1931）
- 《尼采》（Nietzsche，1936 ）ISBN 3-11-008658-1
- 《存在哲學》（Existenzphilosophie，1938）
- 《哲學入門》（Einführung in die Philosophie，1950） ISBN 3-492-04667-3
- 《偉大的哲學家》
- 《历史的起源与目标》（vom Ursprung und Ziel der Geschichte）
- 《論韋伯 (選集)》 (Karl Jaspers on Max Weber)  ISBN 1557781303